# Sofia Torell
Sofia Gunilla Torell, född 26 mars 1977 i Göteborg, är en svensk styrelseordförande.

## Utbildning
Sofia Torell har studerat vid Göteborgs universitet där hon tagit en Politices magisterexamen i Public Finance and Accounting. Hon har senare skolat om sig till diplomerad samtalsterapeut vid HumaNova där hon gått en grundläggande psykoterapiutbildning. Torell är även talesperson och föreläsare för Gunilla Bergströms verk.

## Karriär
Torell var systerdotter till Gunilla Bergström och är ägare i Bok-Makaren AB som förvaltar och utvecklar rättigheterna till författaren och illustratören Gunilla Bergströms verk, däribland Alfons Åberg och figurerna i hans värld.
Bok-Makaren är familjeägt genom Sofia Torell, styrelseordförande, Gunilla Bergströms son Pål Andersson, styrelseledamot, och svåger Michael Treschow. Hon sitter även i styrelsen för Alfons Åbergs kulturhus tillsammans med sin mor, Lena Treschow Torell, med uppdrag att värna om Gunilla Bergströms verk.